# 邢赞亭
邢赞亭（1880年12月11日—1972年6月4日），又名之襄，号詹亭，河北南宫人，中国政治人物、学者，中央文史研究馆馆员，第二任副馆长。曾任第三、四届全国政协委员。